# Arsen Tlekhugov
Arsen Viatcheslavovitch Tlekhougov (en russe : Арсен Вячеславович Тлехугов), né le 3 novembre 1976 à Urukh en Russie, est un footballeur international kazakh.

## Biographie

### Sélection
Arsen Tlekhugov est convoqué pour la première fois par le sélectionneur national Sergey Timofeev pour un match amical face à l'Azerbaïdjan le 28 avril 2004 (2-3). 
Il compte une sélection et 0 but avec l'équipe du Kazakhstan en 2004.

## Palmarès

### En club
- Jenis Astana :
  - Vainqueur de la Coupe du Kazakhstan en 2001 et 2002.

- Kairat Almaty :
  - Champion du Kazakhstan en 2004.
  - Vainqueur de la Coupe du Kazakhstan en 2003.

### Récompenses
- Élu footballeur kazakh de l'année en 2001
- Élu meilleur joueur du championnat du Kazakhstan en 2001
- Meilleur buteur du Championnat du Kazakhstan en 2001 (30 buts) et 2004 (22 buts, à égalité avec Ulugbek Bakayev)

## Statistiques

### Statistiques en club
| Saison                | Club                     | Championnat           | Championnat | Championnat | Coupe(s) nationale(s) | Coupe(s) nationale(s) | Compétition(s) continentale(s) | Compétition(s) continentale(s) | Compétition(s) continentale(s) | Kazakhstan | Kazakhstan | Total | Total |
| Saison                | Club                     | Division              | M.          | B.          | M.                    | B.                    | Comp.                          | M.                             | B.                             | M.         | B.         | M.    | B.    |
| 1994                  | Avtozapchast Baksan      | Tretya-Liga           | 1           | 0           | -                     | -                     | -                              | -                              | -                              | -          | -          | 1     | 0     |
| 1996                  | Spartak-2 Naltchik       | Tretya-Liga           | 30          | 1           | -                     | -                     | -                              | -                              | -                              | -          | -          | 30    | 1     |
| 1997                  | Spartak-2 Naltchik       | Tretya-Liga           | 19          | 6           | -                     | -                     | -                              | -                              | -                              | -          | -          | 19    | 6     |
| 1997                  | Spartak Naltchik         | Pervaya-Liga          | 4           | 1           | -                     | -                     | -                              | -                              | -                              | -          | -          | 4     | 1     |
| 1998                  | Spartak Naltchik         | Pervaya-Liga          | 16          | 1           | -                     | -                     | -                              | -                              | -                              | -          | -          | 16    | 1     |
| 1998                  | Nart Nartkala            | Vtoraya-Liga          | 15          | 6           | -                     | -                     | -                              | -                              | -                              | -          | -          | 15    | 6     |
| 1999                  | Nart Nartkala            | Vtoraya-Liga          | 18          | 12          | -                     | -                     | -                              | -                              | -                              | -          | -          | 18    | 12    |
| 1999                  | Spartak Naltchik         | Pervaya-Liga          | 21          | 8           | -                     | -                     | -                              | -                              | -                              | -          | -          | 21    | 8     |
| 2000                  | Lokomotiv Nijni Novgorod | Premier-Liga          | 12          | 1           | -                     | -                     | -                              | -                              | -                              | -          | -          | 12    | 1     |
| 2000                  | Kristall Smolensk        | Pervaya-Liga          | 8           | 1           | -                     | -                     | -                              | -                              | -                              | -          | -          | 8     | 1     |
| 2001                  | Zhenis Astana            | Premier-Liga          | 32          | 30          | -                     | -                     | -                              | -                              | -                              | -          | -          | 32    | 30    |
| 2002                  | Zhenis Astana            | Premier-Liga          | 20          | 7           | -                     | -                     | -                              | -                              | -                              | -          | -          | 20    | 7     |
| 2003                  | Okzhetpes Kokshetau      | Premier-Liga          | 6           | 2           | -                     | -                     | -                              | -                              | -                              | -          | -          | 6     | 2     |
| 2003                  | Kairat Almaty            | Premier-Liga          | 11          | 7           | -                     | -                     | -                              | -                              | -                              | -          | -          | 11    | 7     |
| 2004                  | Kairat Almaty            | Premier-Liga          | 35          | 22          | -                     | -                     | -                              | -                              | -                              | 1          | 0          | 36    | 22    |
| 2005                  | Kairat Almaty            | Premier-Liga          | 14          | 3           | -                     | -                     | C1                             | 2                              | 0                              | -          | -          | 16    | 3     |
| 2006                  | Kairat Almaty            | Premier-Liga          | 6           | 2           | -                     | -                     | -                              | -                              | -                              | -          | -          | 6     | 2     |
| 2007                  | FK Astana                | Premier-Liga          | 6           | 0           | -                     | -                     | C1                             | 4                              | 1                              | -          | -          | 10    | 1     |
| Total sur la carrière | Total sur la carrière    | Total sur la carrière | 274         | 110         | -                     | -                     | -                              | 6                              | 1                              | 1          | 0          | 281   | 111   |